# Kamińsko (województwo wielkopolskie)
Kamińsko – wieś w Polsce położona w województwie wielkopolskim, w powiecie poznańskim, w gminie Murowana Goślina, nad jeziorem Kamińskim. W latach 1975–1998 miejscowość administracyjnie należała do województwa poznańskiego.

## Historia
Osada powstała w XVIII w. w czasie kolonizacji olęderskiej, jako Kamińskie Olędry albo Pławińskie Olędry.

## Współcześnie
Kamińsko jest siedzibą terenowych stacji badawczych Uniwersytetu Przyrodniczego w Poznaniu.